# Randy Williams (baseball)
Pour les articles homonymes, voir Randy Williams (homonymie) et Williams.
Randall Duane Williams dit Randy Williams, né le 18 septembre 1975 à Harlingen, Texas, États-Unis, est un lanceur gaucher de baseball évoluant pour les Saitama Seibu Lions de la Ligue Pacifique du Japon. Il joue précédemment en Ligue majeure de baseball pendant cinq saisons.

## Carrière
Après des études secondaires à la Buna High School de Buna (Texas), Randy Williams suit des études supérieures à la Lamar University à Beaumont (Texas). Il joue trois saisons avec les Lamar Cardinals de 1995 à 1997.

### Ligues majeures de baseball
Il est drafté le 3 juin 1997 par les Cubs de Chicago. Encore joueur de Ligues mineures, Williams est libéré de son contrat chez les Cubs le 24 mars 2001. Il rejoint les Mariners de Seattle le 30 septembre 2002 comme agent libre.
Il fait ses débuts en Ligue majeure le 11 septembre 2004 sous l'uniforme des Mariners avant d'être échangé aux Padres de San Diego le 19 novembre 2004.
Mis en ballotage, il se retrouve chez les Rockies du Colorado le 11 mai 2005. Il évolue en Ligue majeure en 2005 puis doit se contenter de jouer en Ligues mineures de 2006 avec les Colorado Springs Sky Sox puis en 2008 chez les Albuquerque Isotopes.
En signant le 20 novembre 2008 chez les White Sox de Chicago, Williams retrouve les terrains de la Ligue majeure en 2009.
Il rejoint en décembre 2010 les Red Sox de Boston, avec qui il joue sept matchs en 2011.

### Japon
En décembre 2011, Williams se joint aux Saitama Seibu Lions de la Ligue Pacifique du Japon. Il signe un contrat d'un an pour jouer avec l'équipe en 2012.

## Statistiques
| Saison | Équipe     | G  | GS | CG | SHO | V | D | SV | IP   | SO | ERA   |
| ------ | ---------- | -- | -- | -- | --- | - | - | -- | ---- | -- | ----- |
| 2004   | Seattle    | 6  | 0  | 0  | 0   | 0 | 0 | 0  | 4.2  | 4  | 5,79  |
| 2005   | San Diego  | 2  | 0  | 0  | 0   | 1 | 0 | 0  | 22.0 | 2  | 12,46 |
| 2005   | Colorado   | 30 | 0  | 0  | 0   | 2 | 1 | 0  | 22.0 | 19 | 5,73  |
| 2009   | Chicago WS | 25 | 0  | 0  | 0   | 0 | 1 | 0  | 17.2 | 22 | 4,58  |
| 2010   | Chicago WS | 27 | 0  | 0  | 0   | 0 | 1 | 0  | 25.0 | 22 | 5,40  |
| Totaux | Totaux     | 90 | 0  | 0  | 0   | 3 | 3 | 0  | 73.2 | 69 | 5,74  |

Note : G = Matches joués ; GS = Matches comme lanceur partant ; CG = Matches complets ; SHO = Blanchissages ; 
V = Victoires ; D = Défaites ; SV = Sauvetages ; IP = Manches lancées ; SO = Retraits sur des prises ; ERA = Moyenne de points mérités.